# Cantó de Sainte-Maure-de-Touraine
El cantó de Sainte-Maure-de-Touraine és un cantó francès del departament de l'Indre i Loira, a la regió del Centre - Vall del Loira. Està inclòs al districte de Chinon, té 12 municipis i el cap cantonal és Sainte-Maure-de-Touraine.

## Municipis
- Antogny-le-Tillac
- Maillé
- Marcilly-sur-Vienne
- Neuil
- Nouâtre
- Noyant-de-Touraine
- Ports-sur-Vienne
- Pouzay
- Pussigny
- Saint-Épain
- Sainte-Catherine-de-Fierbois
- Sainte-Maure-de-Touraine

## Història
| Data d'elecció                           | Identitat       | Partit                                  | Qualitat |
| ---------------------------------------- | --------------- | --------------------------------------- | -------- |
| 1945-1970                                | Marc Desaché    | Divers droite, després UNR, després UDR |          |
| 1970-198.                                | Robert Guignard | Divers droite                           |          |
| 198.-1997                                | Jackie Dufour   | Divers droite                           |          |
| 1997-                                    | Jean Savoie     | divers droite, després UMP              |          |
| les dades anteriors no són pas conegudes |                 |                                         |          |
|                                          |                 |                                         |          |